# NS-Zwangsarbeit in Schleswig-Holstein
Die NS-Zwangsarbeit in Schleswig-Holstein war von großer Bedeutung für die Produktion der Provinz Schleswig-Holstein während des Zweiten Weltkriegs. Während des Krieges waren ungefähr ein Viertel aller Arbeitskräfte ausländische Zwangsarbeiter. Die NS-Zwangsarbeit gehört heute zu den wichtigen Themen der landesgeschichtlichen Aufarbeitung der Zeit des Nationalsozialismus.

## Einrichtung
Durch den Überfall auf Polen im September 1939 gerieten tausende polnischer Militärangehörige in deutsche Kriegsgefangenschaft. Im Oktober 1939 wurden dem Arbeitsamtsbezirk Heide als erstem in Schleswig-Holstein 1250 Kriegsgefangene für die Bergung der Kohlernte zugewiesen. Für die Gefangenen wurden bewachte Lager eingerichtet. Die Kriegsgefangenen mussten jeden Abend in ihr Lager zurückkommen. Bei den Bauern durften sie nicht übernachten.
Als im Juni 1941 der Deutsch-Sowjetische Krieg begann, machten die Deutschen viele sowjetische Gefangene. Die sowjetischen Gefangenen wurden nur unzureichend versorgt. Aufgrund der nationalsozialistischen Rassenideologie wurden die sowjetischen Kriegsgefangenen zunächst nicht in das System der deutschen Zwangsarbeit einbezogen. Zwei Drittel der sowjetischen Kriegsgefangenen kamen durch die gezielte Verwahrlosung und den Hunger ums Leben. Schließlich wurden dann doch noch sowjetische Kriegsgefangene zum Arbeitseinsatz nach Schleswig-Holstein verbracht. Viele von ihnen erreichten die Provinz aber in einem erbärmlichen, halbverhungerten Zustand. Daraufhin wurden in Heidkaten bei Kaltenkirchen (Herbst 1941 bis April 1944) und später bei Gudendorf (April 1944 bis zum Kriegsende 1945) Lager eingerichtet, die als „Sterbelager“ dienten. In Gudendorf starben 3000 sowjetische Kriegsgefangene. Wie viele in Heidkaten starben, ist unklar, aber es wird ebenfalls eine vierstellige Todesziffer angenommen. Für viele sowjetische Soldaten kam die Erweiterung des Arbeitseinsatzes somit zu spät.

## Lagerverteilung
In der Zeit von 1939 bis 1945 existierten in Schleswig-Holstein zahlreiche Zwangsarbeiterlager. Sie waren über die gesamte Fläche der Provinz verteilt. In allen Städten und größeren Siedlungsbereichen Schleswig-Holsteins gab es offensichtlich Zwangsarbeitslager. Lediglich im weniger besiedelten Raum um Haselund existierten offenbar keine Zwangsarbeitslager. Im Gebiet rund um Kaltenkirchen existierten ebenfalls keine Zwangsarbeitslager, wobei aber in Kaltenkirchen selbst das schon erwähnte Zwangsarbeiterlager und das KZ-Außenlager Kaltenkirchen des Konzentrationslagers Neuengamme existierten. Weitere Außenlager des KZ-Neuengamme in Schleswig-Holstein in der Kriegszeit waren darüber hinaus das KZ-Außenlager Kiel, das KZ-Außenlager Ladelund, das KZ-Außenlager Husum-Schwesing, das KZ-Außenlager Lütjenburg-Hohwacht, das KZ-Außenkommando Neustadt in Holstein und das Außenlager Breitenfelde bei Mölln (vgl. Liste der Außenlager des KZ Neuengamme). Die Anzahl der Zwangsarbeitslager war wesentlich höher. Mehr als 300 Lager bestanden allein in Schleswig-Holstein (vgl. auch: NS-Zwangsarbeit im Raum Hamburg).

## Umfang
Schleswig-Holstein profitierte äußerst stark vom NS-Zwangsarbeiter-System. Der Anteil der ausländischen Arbeitskräfte während des Krieges lag bei fünfunddreißig Prozent über dem Reichsdurchschnitt. Ungefähr 220.000 Ausländer verrichteten in Schleswig-Holstein Zwangsarbeit. In Schleswig-Holstein wurden insbesondere Polen und Ostarbeiter, Menschen aus der Sowjetunion, eingesetzt. Die ausländischen Arbeitskräfte wurden im Vergleich zum übrigen Reich länger eingesetzt, also nicht in zivile Arbeitsverhältnisse entlassen oder in ihre Heimat zurückgeschickt.
Der Ausländeranteil in den sieben Arbeitsamtsbezirken Schleswig-Holsteins stellte sich wie folgt dar: Kiel 21,6 % (vgl. NS-Zwangsarbeit in Kiel), Elmshorn 26,7 %, Flensburg 28,8 %, Lübeck 30,3 %, Bad Oldesloe und Neumünster jeweils 36,6 %. Den höchsten Anteil zählte Heide. Dort stellten die Zwangsarbeiter 43,4 % aller Arbeitskräfte dar. In der Provinz Schleswig-Holstein wurden sehr viele Zwangsarbeiter im landwirtschaftlichen Wirtschaftssegment eingesetzt. Im Arbeitsamtsbezirk Elmshorn waren sogar 72 % aller Beschäftigten Ausländer. In Lübeck wurden im Bereich der Eisen-, Stahl- und Metallwarenherstellung sehr viele Zwangsarbeiter eingesetzt. Sie machten dort in diesem Segment 56 % der Beschäftigten aus. Im Arbeitsamtsbezirk Bad Oldesloe war besonders Chemische Industrie zu finden. Der Ausländeranteil dort in diesem Segment betrug 62,6 %. Kiel war der Standort der meisten Industriebetriebe. Dort fand Maschinen-, Kessel-, Apparate- und Fahrzeugbau statt. Der Ausländeranteil in diesem Wirtschaftszweig betrug in Kiel 16,7 %.